# Les Hommes-grenouilles (film)
Pour les articles homonymes, voir Les Hommes-grenouilles.
Pour plus de détails, voir Fiche technique et Distribution.
Les Hommes-grenouilles (titre original : The Frogmen) est un film américain réalisé par Lloyd Bacon et sorti en 1951.

## Synopsis
Pendant la Seconde Guerre mondiale, un commando de l'Armée américaine constitué d'hommes-grenouilles reçoit une formation afin de réaliser une mission périlleuse.

## Fiche technique
- Titre original : The Frogmen
- Réalisation : Lloyd Bacon, assisté de Robert D. Webb
- Scénario : John Tucker Battle, Oscar Millard
- Production : Twentieth Century Fox
- Musique : Cyril J. Mockridge
- Image : Norbert Brodine
- Montage : William Reynolds
- Durée : 96 minutes
- Dates de sortie : 
  - États-Unis : 24 mai 1951
  - France : 6 juin 1952

## Distribution
- Richard Widmark (VF : Jean Daurand) : Lt. Cmdr. John (Jean en VF) Lawrence
- Dana Andrews (VF : Lucien Bryonne) : Chief Jake Flannigan
- Gary Merrill (VF : Pierre Leproux) : Lt. Cmdr. Pete (Pierre en VF) Vincent
- Jeffrey Hunter (VF : Hubert Noël) : "Pappy" ("Papa" en VF) Creighton
- Warren Stevens (VF : Pierre Trabaud) : Hodges
- Robert Wagner : Lt. (jg) Franklin
- Harvey Lembeck (VF : Henri Charrett) : Marvin W. "Canarsie" ("Caran d'Ache" en VF) Mikowsky
- Robert Rockwell (VF : Claude Bertrand) : Lt. Bill Doyle
- Henry Slate (VF : Jean Clarieux) : Sleepy
- Robert Adler : Ryan
- Fay Roope (VF : Jacques Berlioz) : Aml. Dakers
- Robert Patten : Lt. Klinger
- Sydney Smith (VF : Raymond Rognoni) : Gén. Jack Coleson
- Norman McKay : Capt. Phillips
- Parley Baer (VF : Pierre Morin) : Dr Ullman
- William N. Neill : Cmdr. Harry Miles
- James Gregory : Lane (Lannister en VF)
- Russell Hardie (VF : Michel André) : Capt. Redford
- Peter Leeds

Cascades
Jack N. Young

## Nominations et récompenses
- Le film a été nommé pour l'Oscar de la meilleure histoire originale en 1952.